# ブルペン捕手
ブルペン捕手（ブルペンほしゅ）とは、ブルペンで投手の球を受ける捕手のこと。「B.C」、「ブルペンキャッチャー」とも。また、役割から「壁」と比喩される。

## 概要
選手としてではなく裏方としてチームを支える役割を担う。ボールの捕球にほぼ重点が置かれるため、「受け止める役」の比喩として「壁」と呼ばれる。試合中はベンチではなくブルペンに待機し投手のウォーミングアップの相手を務めることが多い。一部球団では「打撃捕手」として登録している場合もある。

### NPB
プロ野球においては戦力外や自由契約などで現役を引退した選手の受け皿となっている。少数ながらブルペン捕手と打撃投手を兼務する人物や、ブルペン捕手から現役復帰した選手（例：千葉ロッテマリーンズ・杉山俊介、中日ドラゴンズ・長谷部裕）や育成制度が出来て以降は育成選手として現役復帰する選手（例：横浜DeNAベイスターズ・靍岡賢二郎、東京ヤクルトスワローズ・新田玄気、埼玉西武ライオンズ・星孝典、駒月仁人。共に大抵は二軍戦の捕手人員不足による緊急措置）も存在する。また、捕手出身のバッテリーコーチ（ブルペンコーチ）がブルペン捕手を兼任している場合もある。珍しい例としては通訳兼任の外国人ブルペン捕手（ルイス・フランシス）や、捕手経験がないままブルペン捕手となった大野和哉（投手、外野手）や中谷翼（現役時代は内野手）がいる。背番号は90番台ないし3ケタの場合が多い。NPBでの選手経験がないケースも少なからずある。1970年代頃までは専任ではなく、現役捕手が兼任していたが実質的には試合出場がなくこの役目を担っている者もいた。1974年からは、25名の選手とは別枠の1名をブルペン捕手としてベンチ入りできるよう規則が変更された。
1984年まで、試合中にブルペンで投手の球を受ける捕手は現役選手に限るとの条項があったため、各球団ともブルペン捕手あるいはバッテリーコーチ格の人員を支配下選手登録していた。そのため、『オフィシャル・ベースボール・ガイド』にはそうした〈選手〉が、〈公式戦に出場しなかった支配下選手〉として、過去の通算成績が記載されていた（根来広光など）。一方、連盟発表の支配下登録選手一覧には実質的に選手でないとの解釈で標記されていなかった。1985年よりこの規約は省かれたが、支配下選手に余裕のある球団は引き続きブルペン捕手の支配下を継続したため、便宜上1985年の登録名簿にはブルペン捕手が登録名簿に見受けられた他、その後も岡島厚のように、一軍公式戦出場のなくなっていた現役晩節の捕手が背番号を90番台などに変更してブルペン捕手を兼務した例もある。また西武は80年代から「チームスタッフ」としてコーチ格の扱いをしていたが、その後も各チームがコーチに抜擢する流れになった。その中でも広島の水本勝己は二軍監督を務め、さらにオリックスに移籍して一軍のヘッドコーチや監督代行も務めた。野村克也は元々そうしたプロ野球のルールを口実にブルペン捕手としての加入の名目で南海にコネ入団したという。因みに野村の入団当初、ブルペン捕手は蔑みを受ける職であった。
コーチの人数が多いチームでは、コーチ登録から外れた人員をベンチ入りさせるために、形式的にブルペン捕手・打撃投手・スコアラー・マネージャーなど他の役職で登録させたことがあり、内野および外野担当の守備コーチや打撃コーチなどが「ブルペン捕手」として登録された事例がある。